# Zastava Réuniona
Zastava Réuniona je zastava departmana Réunion u Francuskoj. Regija koristi zastavu Francuske, nacionalnu zastavu zemlje. Iako je decentralizacija Francuske postavila brojne zastave metropolitanskih regija, Réunion nema zasebnu službenu zastavu. Međutim, Regionalno vijeće Réuniona ima zastavu.

## Ostale zastave

### Lö Mahavéli
Veksilološka udruga Réuniona odabrala je zastavu 2003. Prikazuje vulkan la Fournaise, obasjan zlatnim sunčevim zrakama. Dizajnirao ga je 1974. Guy Pignolet uz pomoć Jeana Fincka i Didiera Fincka koji su ga nazvali Lö Mahavéli, no počeo se stvarno promovirati nakon što ga je udruga odabrala 2003. Nema službeno priznanje, ali od 2014. se vijori izvan ili na vrhovima mnogih javnih zgrada, poput gradskih vijećnica u Saint-Denisu i Saint-Philippeu, nakon što je nekoliko gradskih vijeća donijelo odluku o tome. Zastava je uključena u mnoge verzije emotikona.

### Zastava regionalnog vijeća
Regionalno vijeće Réuniona koristi zastavu koja prikazuje stilizirani prikaz otoka s tekstom "Region Reunion". Postoje i varijante koje dodaju riječi i "Valorisons nos atouts" (Cijenimo svoje snage) na francuskom i pet obojenih kvadrata koji predstavljaju jednakost i različitost.

### Zastava pokreta za neovisnost
Independisti i nacionalisti Réuniona također imaju svoju zastavu (zelena, žuta, crvena), stvorenu 1986. Zeleno simbolizira  Marone, žuto simbolizira radničku klasu, a crveno simbolizira razdoblje ropstva i uzajamnog rada koje su nametnuli Francuzi, označeno žutom zvijezdom s pet krakova.
- Zastavu koju koriste nacionalisti Reuniona
- Zastava Réuniona koju je predložila Udruga za zastavu Réuniona (APDR)
- Lö Mahavéli
- Zastava regionalnog vijeća Réunion, EU i Francuske

## Pozadina
Réunion je otok u Indijskom oceanu, istočno od Madagaskara i 175 kilometara jugozapadno od Mauricijusa. Jedna je od regija Francuske. Od 2014. godine imao je 844.994 stanovnika. Otok je od 1946. prekomorska regija Francuske

## Vanjske poveznice
|  | Zajednički poslužitelj ima još gradiva o temi Zastava Réuniona |

- Flags of the World